# Stalix moenensis
Stalix moenensis är en fiskart som först beskrevs av Canna Maria Louise Popta 1922.  Stalix moenensis ingår i släktet Stalix och familjen Opistognathidae. Inga underarter finns listade i Catalogue of Life.